# Райдерланд
Райдерланд (нід. Reiderland) — регіон у прикордонній зоні Нідерландів і Німеччини, частина нідерландської провінції Гронінген і району Лер у Східній Фризії в німецькій землі Нижня Саксонія. Регіон включає територію на захід від Емса, яка межує на півночі з Долартом, на півдні з колишніми болотами Емсланд, та на заході з нідерландською територією в Шільдмеер поблизу Аппінгедам. У Нідерландах ця назва була забута після середньовіччя, але вона знову стала актуальною через найменування муніципалітету Рейдерланд, який існував з 1990 по 2009 рік.